# Viktor Netchaïev
Pour les articles homonymes, voir Netchaïev.
Viktor Petrovitch Netchaïev - en russe : Виктор Петрович Нечаев et en anglais : Viktor Nechayev - (né le 28 janvier 1955 à Kouïbychevka-Vostotchnaïa en URSS) est un joueur professionnel russe de hockey sur glace. Il évolue au poste d'attaquant. Il a obtenu la citoyenneté américaine.

## Carrière
Formé au Sibir Novossibirsk, il débute dans le championnat d'URSS en 1975 avec le SKA Leningrad. Deux ans plus tard, lors de la Coupe Spengler, il rencontre une Américaine avec qui il se marie en 1980 à Leningrad. Il part aux États-Unis en 1982 et obtient la citoyenneté américaine. Il est repêché en 7e ronde en 182e au total par les Kings de Los Angeles au repêchage d'entrée de 1982. Il devient le premier joueur né et formé en URSS à évoluer dans la Ligue nationale de hockey le 16 octobre 1982. Il a disputé trois parties dont un but avec les Kings. Il met un terme à sa carrière en 1984 après une saison en Allemagne.

## Carrière internationale
Il a représenté l'URSS en sélections jeunes.

## Statistiques

### En club
| Saison     | Équipe                  | Ligue         |    | Saison régulière | Saison régulière | Saison régulière | Saison régulière | Saison régulière |    | Séries éliminatoires | Séries éliminatoires | Séries éliminatoires | Séries éliminatoires | Séries éliminatoires |
| Saison     | Équipe                  | Ligue         | PJ | B                | A                | Pts              | Pun              | PJ               | B  | A                    | Pts                  | Pun                  |                      |                      |
| 1973-1974  | Sibir Novossibirsk      | Vyschaïa Liga | 20 | 8                | 8                | 16               |                  |                  |    |                      |                      |                      |                      |                      |
| 1974-1975  | Sibir Novossibirsk      | Vyschaïa Liga | 50 | 20               | 12               | 32               |                  |                  |    |                      |                      |                      |                      |                      |
| 1975-1976  | SKA Leningrad           | URSS          | 12 | 2                | 0                | 2                |                  |                  |    |                      |                      |                      |                      |                      |
| 1976-1977  | SKA Leningrad           | URSS          | 44 | 13               | 18               | 31               |                  |                  |    |                      |                      |                      |                      |                      |
| 1977-1978  | SKA Leningrad           | URSS          | 22 | 5                | 1                | 6                | 6                | 22               | 12 | 13                   | 25                   | 6                    |                      |                      |
| 1978-1979  | SKA Leningrad           | URSS          | 24 | 4                | 4                | 8                | 12               |                  |    |                      |                      |                      |                      |                      |
| 1979-1980  | SKA Leningrad           | URSS          | 40 | 17               | 12               | 29               |                  |                  |    |                      |                      |                      |                      |                      |
| 1980-1981  | HK Binokor Tachkent     | Vyschaïa Liga | 20 | 10               | 7                | 17               |                  |                  |    |                      |                      |                      |                      |                      |
| 1981-1982  | HK Ijorets              | Vyschaïa Liga | 20 | 16               | 7                | 23               |                  |                  |    |                      |                      |                      |                      |                      |
| 1982-1983  | Gears de Saginaw        | LIH           | 10 | 1                | 4                | 5                | 0                | --               | -- | --                   | --                   | --                   |                      |                      |
| 1982-1983  | Nighthawks de New Haven | LAH           | 28 | 4                | 7                | 11               | 6                | --               | -- | --                   | --                   | --                   |                      |                      |
| 1982-1983  | Kings de Los Angeles    | LNH           | 3  | 1                | 0                | 1                | 0                | --               | -- | --                   | --                   | --                   |                      |                      |
| 1983-1984  | Düsseldorfer EG         | DEL           | 38 | 7                | 9                | 16               | 30               |                  |    |                      |                      |                      |                      |                      |
| Totaux LNH | Totaux LNH              | Totaux LNH    | 3  | 1                | 0                | 1                | 0                |                  |    |                      |                      |                      |                      |                      |